# 尼爾島 (阿拉斯加州)
尼爾島是美國阿拉斯加州的島嶼，屬於科迪亞克群島的一部分，由科的阿克島自治市鎮管轄，面積1.11平方公里，最高點海拔高度40米，2000年人口僅6人。
57°46′55″N 152°24′00″W / 57.78194°N 152.40000°W